# Stazione di Foligno
La stazione di Foligno è la stazione ferroviaria di Foligno, in provincia di Perugia.
È un importante snodo ferroviario: si trova infatti all'intersezione della ferrovia Roma-Ancona con la ferrovia Foligno-Terontola, che serve anche il capoluogo regionale, Perugia.
La stazione appartiene al compartimento ferroviario di Ancona ed è gestita dalla società dal Gruppo Ferrovie dello Stato Rete Ferroviaria Italiana (RFI). È sede della direzione regionale Trenitalia.

## Storia
La stazione fu completata nel 1866 con la linea Roma-Ancona e successivamente più volte ampliata e ricostruita a causa delle distruzioni provocate da terremoti e bombardamenti aerei durante gli eventi bellici.

## Strutture e impianti
Recentemente ammodernata, è collegata al sistema di trasporti urbani attraverso bus, bus navetta e parcheggi di scambio per circa 1200 posti. Altri servizi presenti all'interno della stazione sono: ufficio spedizioni, polizia ferroviaria, bar, ristorante, rivendita giornali e tabacchi, sportello bancario automatico, autonoleggio, servizio noleggio biciclette comunale, infermeria ed una cappella cattolica.
La stazione di Foligno ha 12 binari, di cui 6 riservati ai passeggeri e quindi dotati di marciapiede e pensiline, questi sono numerati dal 1º al 5º con l'aggiunta del 1º binario nord, che è un binario di testa da cui ha origine la Foligno-Terontola. I binari passeggeri sono collegati tramite due sottopassaggi dotati di ascensore e collegati da un lato con Piazzale Unità d'Italia e interscambio con autolinee urbane ed extraurbane e dall'altro con la zona parcheggi di scambio.
L'attuale fabbricato viaggiatori fu costruito dopo le distruzioni della seconda guerra mondiale su progetto dell'ing. Paolo Perilli e inaugurato nel 1948.

## Movimento
La stazione è servita da collegamenti a lunga percorrenza di categoria Frecciargento e InterCity operati da Trenitalia, nonché dai servizi regionali svolti da Trenitalia nell'ambito del contratto di servizio stipulato con la Regione Umbria.
La stazione è servita da circa 100 treni passeggeri al giorno (25 coppie sulla Roma-Ancona e 25 sulla Foligno-Terontola), per una frequentazione di circa 2 300 000 passeggeri l'anno in transito all'interno della stazione.

## Servizi

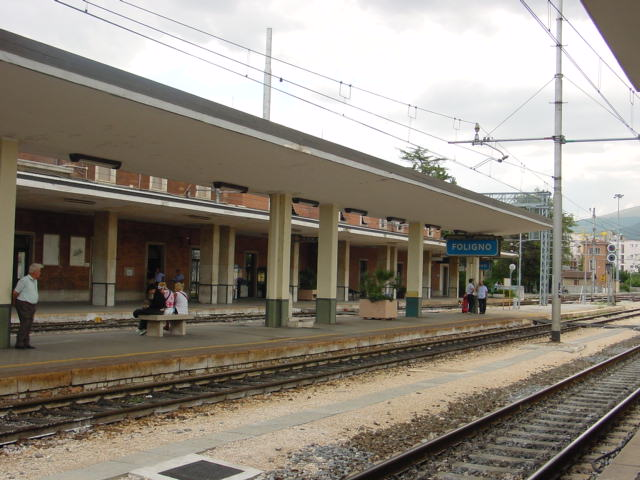
Binari

La stazione, classificata da RFI in categoria 'gold', dispone di:
- Biglietteria a sportello
- Biglietteria automatica
- Sala d'attesa
- Servizi igienici
- Posto di Polizia ferroviaria
- Bar
- Ristoranti
- Ufficio informazioni turistiche
- Deposito bagagli
- Cappella

## Altre stazioni di Foligno

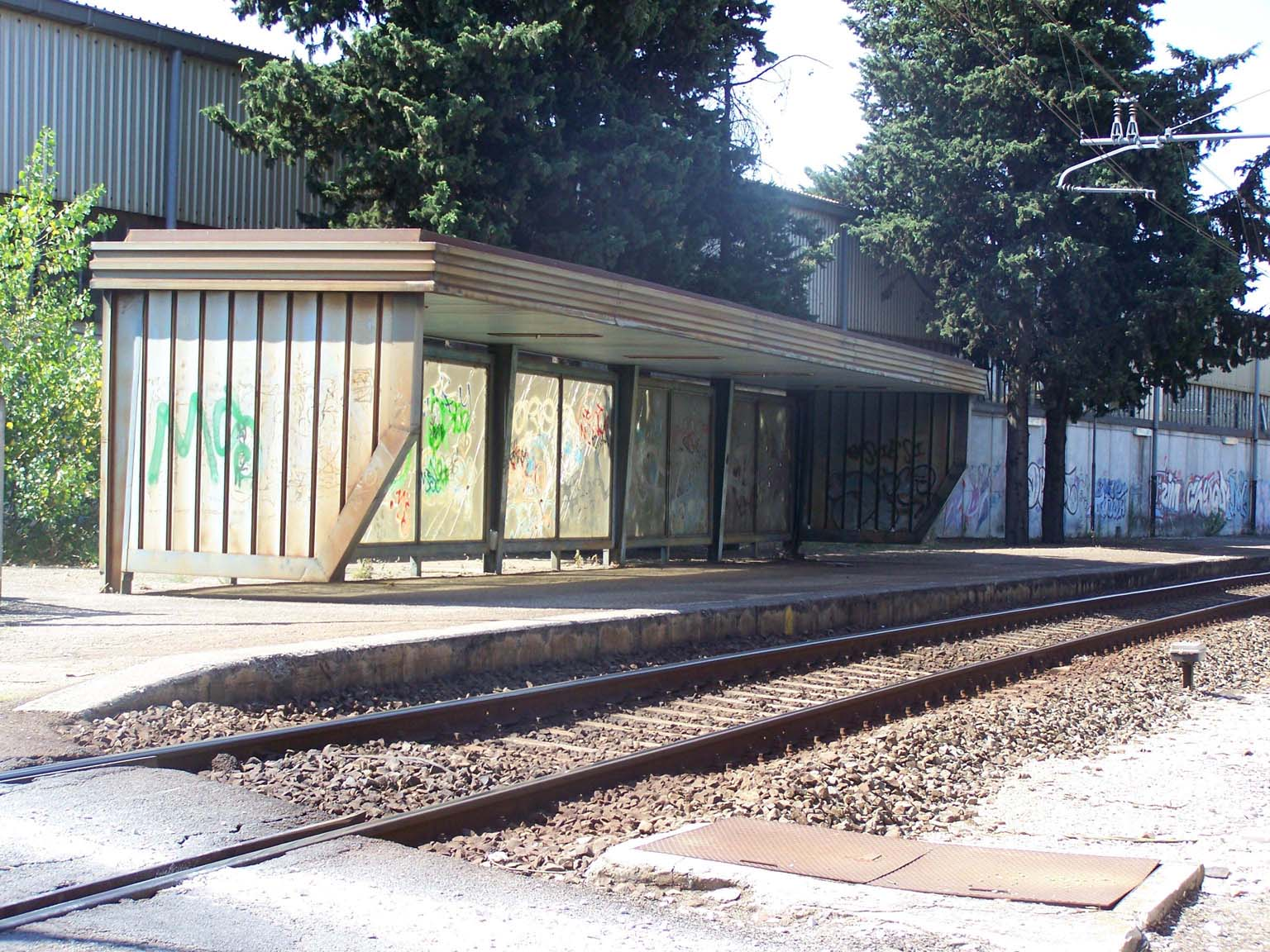
Fermata ferroviaria urbana di Foligno-OGR

Nel comune di Foligno sono anche presenti le stazioni di Scanzano-Belfiore e Capodacqua-Pieve Fanonica entrambe sulla ferrovia Roma-Ancona, in direzione di Ancona e la fermata ferroviaria urbana Foligno-OGR
Alcuni progetti prevedono la realizzazione di tre ulteriori fermate urbane, sia sulla Roma-Ancona, sia sulla Foligno-Terontola.